# Shinji Jōjō
Shinji Jōjō (城定 信次?, Jōjō Shinji; Tokyo, 28 agosto 1977) è un ex calciatore giapponese, di ruolo difensore.